# Galesburg (Kansas)
Galesburg es una ciudad ubicada en el de condado de Neosho en el estado estadounidense de Kansas. En el año 2010 tenía una población de 126 habitantes y una densidad poblacional de 315 personas por km².

## Geografía
Galesburg se encuentra ubicada en las coordenadas 37°28′21″N 95°21′21″O / 37.472415, -95.355892 (37.472415, -95.355892).

## Demografía
Según la Oficina del Censo en 2000 los ingresos medios por hogar en la localidad eran de $32,250 y los ingresos medios por familia eran $33,500. Los hombres tenían unos ingresos medios de $29,000 frente a los $22,188 para las mujeres. La renta per cápita para la localidad era de $12,713. Alrededor del 13.8% de la población estaban por debajo del umbral de pobreza.